# Megapiranha
Megapiranha (il cui nome significa "grande piranha") è un genere estinto di pesce characino serrasalmide vissuto nel Miocene superiore, circa 8-10 milioni di anni fa, in Argentina. Si stima che questo animale raggiungesse circa i 71-128 centimetri di lunghezza. L'olotipo dell'animale consiste solo in una premascella e di una serie zigrinata di denti, mentre il resto del corpo è sconosciuto. Questa dentizione ricorda sia la doppia fila conosciuta nei pacu, sia la singola riga osservata nei denti dei piranha moderni, suggerendo che M. paranensis fosse una forma transitoria tra i due. La forza del suo morso è stimata tra i 1 240 e i 4749 N.